# Comtesse de Kermel
Comtesse de Kermel, Thérèse de Kermel, urodzona jako Thérèse Villard (ur. 15 czerwca 1874 w Paryżu, zm. 1955 w Bénodet) – francuska tenisistka, występująca na kortach w początkowych latach XX wieku.

## Kariera
W 1907 roku wygrała mistrzostwa Francji, obsadzane wówczas tylko tenisistkami francuskimi. W finale pokonała Catherine d’Elvę po kreczu rywalki przy stanie 6:1. Była to jedenasta edycja turnieju. Comtesse de Kermel została piątą zawodniczką, która wygrała tę imprezę. Nigdy więcej nie powtórzyła sukcesu, nie była nawet w finale zawodów.